# União da língua Neerlandesa

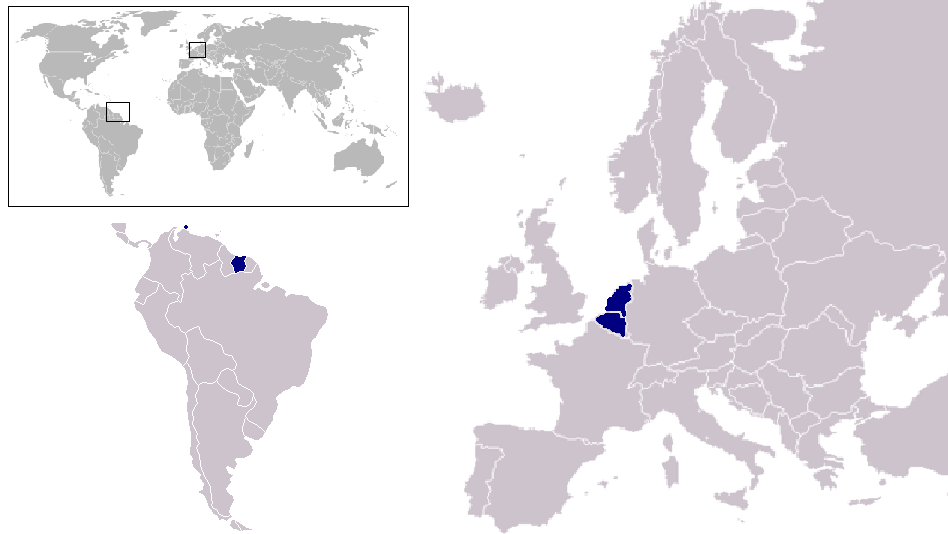
Um mapa que mostra os estados-membros da União da língua Neerlandesa (azul escuro)

A União da língua Neerlandesa ou União da língua Holandesa (em neerlandês: Nederlandse Taalunieⓘ, NTU) é uma instituição internacional que regula as questões relativas à língua neerlandesa  (língua holandesa). Esta organização foi fundada em 9 de setembro de 1980 pelos Países Baixos (Holanda) e Bélgica (em relação à Comunidade flamenga). O Suriname tem sido um membro associado da Taalunie desde 2005.

## História

O mundo de língua holandesa.

A União da língua Neerlandesa foi estabelecida por um tratado entre a Bélgica e os Países Baixos, assinado em 9 de setembro de 1980, em Bruxelas. Ela conseguiu o "Acordo Cultural" (que rege mais do que apenas a língua) entre os dois países foi assinado logo após a Segunda Guerra Mundial. Este acordo foi refeito em 1995, após a federalização da Bélgica, e um novo tratado foi assinado entre Holanda e Flandres. Em 12 de dezembro de 2003, a presidente do Comitê de Ministros da União da Língua Neerlandesa Medy van der Laan e o Ministro da Educação do Suriname Walter Sandriman assinaram o acordo para a adesão do Suriname na união. A adesão foi ratificada pela Assembleia Nacional do Suriname em 2004 e entrou em vigor no ano seguinte.
O Padrão Holandês (Algemeen Nederlands, muitas vezes abreviado para AN) é a língua padrão, uma vez que é ensinado nas escolas e usado pelas autoridades dos Países Baixos, Flandres, Suriname e do Caribe Neerlandês.

## Estados-membros
Como a base da Taalunie é um tratado entre o Reino dos Países Baixos e do Reino da Bélgica, os dois Estados soberanos, que constituem a União. Para o Reino dos Países Baixos, o tratado só é aplicável ao seu território europeu. O tratado permite dois tipos de extensões:
- filiação de outros Estados soberanos através de uma "adesão à associação"[3]
- extensão a outros territórios do Reino dos Países Baixos (atualmente: Aruba, Curaçao e São Martinho).[3]

Em 2004, o Suriname assinou um "tratado associativo" com a Taalunie. Desde 27 de novembro de 2013 o tratado aplica-se também para os Países Baixos Caribenhos (Bonaire, Saba e Santo Eustáquio) Os três países autônomos do Caribe pertencente ao Reino dos Países Baixos, Aruba, Curaçao e São Martinho, são designados como Estados candidatos. Além disso, A Indonésia e a África do Sul são considerados "parceiros especiais" da União da língua Neerlandesa.